# Delavec
Delavec je oseba, ki opravlja kako delo.
Delavec je oseba, ki:
- poklicno opravlja kako fizično delo; napr.: cestni, gradbeni, pristaniški, tovarniški, sezonski, šolski, zdravstveni delavec itd.
- s prilastkom kdor poklicno ali tudi ljubiteljsko opravlja kako delo, ki ni fizično; npr.: družbeni, duševni, gledališki, filmski, kulturni, javni, politični, športni itd.
- kdor sploh dela

Delavec je torej lahko oseba, ki ima sklenjeno delovno razmerje na podlagi katerega ima določene pravice, obveznosti in odgovornosti. Včasih so s tem pojmom označevali le tiste, ki so opravljali pretežno ročna fizična dela, sedaj pa se ta izraz uporablja v najširšem pomenu besede za vse, ki opravljajo kakršno koli delo s sklenjenim delovnim razmerjem ali tudi samo ljubiteljsko.
Beseda delavec izhaja iz besede delo, le ta pa je izpeljana iz praslovanske *dělo, ki je izpeljana iz praslovanske *děti v pomenu delati, položiti, postaviti, izdelovati.